# Дженовези, Пьетро
Пьетро Дженовези (итал. Pietro Genovesi; 27 июня 1902, Болонья — 5 августа 1980, Болонья) — итальянский футболист, игравший на позиции полузащитника. После завершения игровой карьеры — футбольный тренер.
Всю игровую карьеру провёл в составе клуба «Болонья», с которой стал двукратным чемпионом Италии, а также обладателем Кубка Митропы. Кроме того выступал за национальную сборную Италии, бронзовый призер Олимпийских игр.

## Клубная карьера
Во взрослом футболе дебютировал в 1919 году выступлениями за клуб «Болонья», цвета которого и защищал на протяжении всей своей карьеры игрока, длившуюся 15 лет. За это время дважды выигрывал титул чемпиона Италии, становился обладателем Кубка Митропы.

## Выступления за сборную
В 1921 году дебютировал в официальных матчах в составе национальной сборной Италии. В течение карьеры в национальной команде, длившейся 9 лет, провёл в форме главной команды страны 10 матчей.
В составе сборной был участником футбольного турнира на Олимпийских играх 1928 года в Амстердаме, на котором вместе с командой стал бронзовым призёром игр.

## Карьера тренера
По завершении карьеры игрока, после небольшого перерыва, стал тренером. Возглавлял клуб «Болонья» в течение двух периодов. С декабря 1933 по 1934 год он возглавлял коллектив вместе с Анджело Скьявио и Бернардо Перином, а в январе 1946 года он был тренером в паре с тем же Скьявио (до прихода Йозефа Виолы).
Между этими эпизодами в 1939—1940 годах Пьетро тренировал клуб «Молинелла» из Серии В.
Умер 5 августа 1980 года на 79 году жизни.

## Титулы и достижения

### В клубе
- Чемпиона Италии (2):

«Болонья»: 1924-25, 1928-29
- Обладатель Кубока Митропы (1):

«Болонья»: 1932

### В сборной
- Олимпийский футбольный турнир
  - Бронзовый призёр: 1928